# Herbert Mogg
Pour les articles homonymes, voir Mogg.
Herbert Mogg, né le 12 mai 1927 à Vienne et décédé le 1er avril 2012 à Athènes est un compositeur et chef d'orchestre autrichien, connu pour ses interprétations d'opérettes viennoises.

## Biographie
Après ses études secondaires, Herbert Mogg étudie le piano et la composition à l'Académie de musique et des arts du spectacle de Vienne. À la fin des années 1940, il compose de nombreuses chansons à succès, mêlant des éléments de l'opérette, de swing et de danses comme le slow fox : Wer in England nicht englisch kann (1947), Sommernacht, eine Sommernacht hat mein Herz zur Glut entfacht (1948), Meine große Liebe ist der Wein ! (1948) et Du bist für mich ein Rätsel …
Après un premier engagement signé le 30 juin 1956 au théâtre de la Scala de Vienne, il dirige des opérettes viennoise dans différents théâtres en Autriche et en Allemagne. À cette occasion, il rencontre le compositeur Hanns Eisler et le metteur en scène Walter Felsenstein.
De 1966 à 1968, il est chef d'orchestre au théâtre de Hof an der Saale et organiste à l'église catholique de la paroisse de Sainte-Marie. En 1969, il devient chef d'orchestre au Raimundtheater de Vienne, jusqu'en 1985. En 1977, il prend la direction de ce théâtre, succédant à Rudolf Marik. Pendant ses années de coopération avec Marik et il monte des opérettes avec, entre autres, Johannes Heesters, Marika Rökk, et Zarah Leander.
En 1985, il rejoint le Volkstheater de Vienne, où il travaille jusqu'en 1987 sous la direction de Paul Blaha. De 1987 à 1999, il est chef d'orchestre au Staatstheater am Gärtnerplatz de Munich. En 2000, on crée son opérette Das Mädchen vom Rialto.
En plus de ses activités à Vienne, il est également chef invité de nombreux orchestres de renom tels que l'Opéra de Paris, le Mozarteum de Salzbourg et le théâtre du château de Schönbrunn. On lui doit de nombreux enregistrements comme Die drei Wünsche de Carl Michael Ziehrer, Die Perlen der Cleopatra d'Oscar Straus ou Die Winzerbraut d'Oskar Nedbal.

## Œuvres principales

### Chansons
- Wer in England nicht englisch kann, 1947
- Wenn Du heut Abschied nimmst', 1947
- Schmieg Dich enger an, Chérie, 1947
- Die Melodie vom Glück, 1947
- Sommernacht, eine Sommernacht hat mein Herz zur Glut entfacht, 1948
- Meine große Liebe ist der Wein!, 1948
- Mein Herz weint Tränen um deine Liebe, 1948
- Du bist für mich ein Rätsel …, 1948
- Jede Frau ist eine Eva, 1948
- Kleines Glück und großes Glück …, 1948
- Kleines Fräulein vom Telefon …, 1948
- ʹs Rauschgiftlied, 1972
- Das Weinpantscherlied, 1972

### Enregistrements de concert
- Frühling in Wien : chansons pour soprano et orchestre, 2000
- Die Perlen der Cleopatra, 2004
- Die drei Wünsche : opérette en un prologue et deux actes, 2009
- Der Obersteiger: opérette en 3 actes, 2010
- Die Winzerbraut: opérette en 3 actes, 2010